# Костильоле д'Асти
Костильо̀ле д'А̀сти (на италиански: Costigliole d'Asti; на пиемонтски: Costiòle d'Ast, Костиоле д'Аст) е градче и община в Северна Италия, провинция Асти, регион Пиемонт. Разположено е на 242 m надморска височина. Населението на общината е 6110 души (към 2014 г.).